# Balko
Balko war eine komödiantische Krimiserie, die auf dem Privatsender RTL bis 2006 ausgestrahlt wurde. Sie handelt von zwei Kommissaren der Dortmunder Polizei, der Hauptfigur Balko (bis Folge 48 und ab 2022 wieder in den Filmen Balko Teneriffa von Jochen Horst gespielt, danach von Bruno Eyron) und seinem Kollegen, dem oft etwas ungeschickten Muttersöhnchen Klaus Krapp, genannt „Krappi“ (Ludger Pistor). Charakteristisch für Balko ist seine Coolness und sein durchweg „lockeres“ Auftreten.

## Chronologie
Die Serie war über viele Jahre erfolgreich, allerdings wurden auf Grund von diversen Umstrukturierungen beim Sender ab 2002 die Sendeplätze knapp, und die Zahl der Erstausstrahlungen ging zurück. Als Folge hiervon büßte die Serie stark an Stammzuschauern ein. Nach dem Ende der Dreharbeiten im November 2003 kündigte Balko-Darsteller Bruno Eyron seinen Ausstieg aus der Serie an, Ludger Pistor wollte weitermachen.
Erst im September 2005 wurde die Serie wieder auf dem ursprünglichen Sendeplatz ins Programm genommen. Die Einschaltquoten waren allerdings nicht mehr zufriedenstellend, woraufhin RTL die endgültige Einstellung der Serie erklärte. Einige bereits abgedrehte Folgen wurden im Nachtprogramm von RTL unangekündigt gesendet. Die letzten zwei Folgen der Serie liefen das erste Mal bei RTL Crime.
Balko war nach Adelheid und ihre Mörder eine der ersten deutschen Krimi-Komödien-Serien (die österreichische Fernsehserie Kottan ermittelt war ab 1980 auch im ZDF zu sehen). Die Fälle waren stets sehr skurril und auch für bissige Seitenhiebe auf die deutsche Gesellschaft bekannt. Ein Running Gag ist, dass die Mutter von Kommissar Krapp in keiner Folge zu sehen ist, obwohl sie in fast jeder erwähnt wird. In einer Folge ist sie zwar scheinbar zu sehen, doch am Ende stellt sich heraus, dass es sich nur um Krapps Tante Elsbeth handelte. Lediglich ein Bild seiner Mutter ist in der Folge Pitt der Bär auf seinem Nachttisch zu sehen.
Im Jahr 2022 wurde die Serie als Balko Teneriffa in Neuauflage fortgesetzt.

## Charaktere

### Kriminalhauptkommissar Balko
Balko ist der lässige, nette Polizist, der sich manchmal nicht an die Dienstvorschrift hält. Er hat kein Abitur und ist Kriegsdienstverweigerer. Umgeben ist er überwiegend von inkompetenten Kollegen, auf die er sich im Ernstfall nicht verlassen kann. Balko stammt ursprünglich aus Wetter, einem kleinen Ort im Ennepe-Ruhr-Kreis, in der Nähe von Dortmund, wo seine Eltern noch immer wohnen. Sein Vorname wird in keiner Folge erwähnt (ähnlich wie bei Quincy oder Columbo). Drehbuchautoren, Produzent und Redaktion hüten das Geheimnis um den im ersten Serienkonzept genannten Vornamen. Er wird immer mit „Balko“ angeredet und vorgestellt. Einige schriftliche Vermerke lauten auf Stefan Balkowski. In einem Interview mit Oliver Bayan im Januar 2010 gab Jochen Horst an, dass der Vorname Stefan jedenfalls falsch sei und lediglich auf einem Gerücht basieren würde, obgleich in der Folge Balko rettet die Welt der Name „Stephan“ verschwommen auf einer Patientenliste lesbar ist. Balkos richtiger Vorname wäre von Anfang an Harald bzw. Harry gewesen.
Die mit dem Schauspielerwechsel einhergehende Veränderung des Äußeren wird durch eine aufgrund eines schweren Unfalles zu Beginn der vierten Staffel nötig gewordene plastische Operation, bei der das alte Gesicht nicht wiederhergestellt werden konnte, erklärt. Seit 2022 spielt der alte Schauspieler wieder die Rolle. 

### Kriminalhauptkommissar Klaus Krapp
Krapp, auch „Krappi“ genannt, ist ein durch und durch korrekter Beamter, stets ordentlich gekleidet, fachlich immer auf dem neuesten Stand und gebildet. Er hat Abitur und ist Reserveoffizier bei der Bundeswehr. Trotz seiner vielseitigen Qualitäten auch im häuslichen Bereich klappt es mit den Frauen nicht, seine Versuche, beim anderen Geschlecht zu landen, sind legendär und schlagen meistens fehl. Krapp hängt sehr an seiner Mutter, die ständig erwähnt wird und in Huckarde wohnt, allerdings nie persönlich auftaucht. Nur einmal ist ihre Hand in der Folge Deine Augen im Gefrierfach zu sehen, als sie Krapp aus einer Umkleidekabine heraus ein Kleid reicht.

### Kriminaloberrätin Katharina Jäger
Nach einer Reihe von Wechseln in der Führung der Mordkommission (in der Rolle der Chefs sind in den ersten Jahren Dieter Pfaff sowie, jeweils für kurze Zeit, Horst A. Fechner und Arthur Brauss zu sehen) ist Kriminaloberrätin Katharina Jäger von 1998 bis 2000 Balkos Chefin. Nach ihrer Ermordung mit einem sabotierten Wagen – ein Anschlag, der eigentlich Balko galt – wird Wittek Chef.

### Polizeiobermeister Hans Wittek
Polizeikommissar bzw. Polizeiobermeister Wittek, genannt „Quittek“, ist Streifenpolizist, bis er durch Überspringen von fünf Dienstgraden zum Ersten Kriminalhauptkommissar und Chef der Mordkommission Dortmund aufsteigt. Grund ist die Hochzeit mit der Tochter des Polizeipräsidenten.
Er ist sehr einfältig, vermasselt oft Überwachungen, lässt seinen Ermittlern allerdings auch mangels eigener Kompetenz stets freie Hand. Sein Vorname, Hans, wird während der ersten Staffel von Kriminaloberrat Vollmer einmal in der Folge Ein Cop aus Moskau erwähnt. Einige Folgen später wird er von Balko und Krapp Hansi genannt, allerdings ist er zu diesem Zeitpunkt Polizeikommissar. Als er am Anfang der dritten Staffel zur Stammbesetzung stößt, ist er Polizeiobermeister und wird nur noch Quittek genannt. Allerdings hat er in der Folge Karneval in Ketten, der letzten Folge mit Jochen Horst als Balko, den Rang eines Polizeihauptmeisters.

### Polizeiobermeister Marek
Polizeiobermeister Marek ist ein äußerst einfältiger Streifenpolizist, der der Mordkommission Dortmund zugeteilt ist. Sein Vorname wird in keiner Folge erwähnt. Marek stößt mit der Folge Headhunters am Anfang der zweiten Staffel zur Stammbesetzung der Serie, hat aber bereits in der Folge Keine müde Mark einen Gastauftritt als Streifenpolizist, als er versucht, zusammen mit seinem Chef einen Dienstplan zu entwerfen.

### Polizeiobermeister Schafranek
Polizeiobermeister Schafranek ist ein ungeschickter und nicht besonders heller, aber doch sehr liebenswerter Streifenpolizist, der nach der Beförderung von Wittek der Mordkommission zugeteilt wird. Sein Vorname ist ebenfalls unbekannt. Schafranek ist der beste Freund von Marek.

### Kriminalrat Holtmann
Für die letzten sieben Folgen wird Kriminalrat Holtmann als Nachfolger von Wittek, der im Lotto gewonnen hat, zum Chef der Mordkommission ernannt. Er ist deutlich strenger als sein Vorgänger, zieht die Zügel an und wirkt sehr kompetent.

### Kriminaloberrat Vollmer
Kriminaloberrat Vollmer ist der erste Chef von Balko und Krapp während der ersten Staffel und des größten Teils der zweiten Staffel bis zur Folge Der Baron. Allerdings ist er für mehrere Folgen, von Tödliche Verbindung bis Der falsche Mann, abwesend und wird zuerst von Krapp, danach von Kriminaloberrat Wiese, welcher ab der Folge Die Zeugin die Mordkommission leitet, vertreten. Er geht nie ohne seinen Hund, einen Mops mit dem Namen Montag, aus dem Haus und ist korpulent. Er ist meistens dienstbeflissen und gerät auch des Öfteren mit Balko aneinander, den er allerdings auch als seinen besten Mann bezeichnet und deswegen immer deckt. In der Folge Der Baron wird er verdächtigt, dem „König des Glücksspiels“ Informationen über Polizeiaktionen zuzuschustern. Er wird suspendiert und Krapp wird vorübergehender Leiter der Mordkommission, was zu einem Bruch zwischen ihm und Balko führt. Balko schafft es, die Unschuld Vollmers zu beweisen. Das Angebot, seinen alten Posten wieder zu übernehmen, lehnt Vollmer ab und kündigt bei der Polizei Dortmund.

### Kriminaloberrat Wiese
Kriminaloberrat Wiese vertritt Kriminaloberrat Vollmer in den Folgen Pitt, der Bär bis Der falsche Mann als Leiter der Mordkommission und übernimmt den Posten endgültig in der Folge Die Zeugin, nachdem Vollmer eine Folge vorher gekündigt hat. Wiese hat sich von seiner Frau getrennt, ist noch korpulenter als sein Vorgänger und nimmt an seinem ersten Arbeitstag sein pinkfarbenes Klo mit ins Büro. Er selbst sieht in seiner Freizeit etwas heruntergekommen aus und verwechselt anfangs immer die Namen von Balko und Krapp. Am Ende der zweiten Staffel fährt er zur Kur, von der er nicht zurückkehrt.

### Kriminaloberrat König
Kriminaloberrat König ist in den ersten sieben Episoden der dritten Staffel der Leiter der Mordkommission. Er ist die Vertretung für den sich in Kur befindenden Wiese, wird aber von Katharina Jäger als Leiter der Mordkommission abgelöst. Er selbst ist sehr dienstbeflissen und verhaftet sogar Balko wegen angeblichen Mordes.

## Fernsehausstrahlung
| Staffel | Produktions- jahr(e) | Folgen                             | Erstausstrahlung                                                           |
| ------- | -------------------- | ---------------------------------- | -------------------------------------------------------------------------- |
| 1       | 1994                 | Pilot, 1–15                        | März–Juli 1995                                                             |
| 2       | 1995/1996            | 16–31                              | Okt 1996–März 1997                                                         |
| 3       | 1997                 | 32–47                              | Feb–Juli 1998                                                              |
| 4       | 1998                 | 48–63                              | Okt 1998–Mai 1999                                                          |
| 5       | 1999                 | 64–79                              | Feb 2000–Mai 2000                                                          |
| 6       | 2000/2001            | 80–96                              | Sep–Nov 2001 (8 Folgen) März/April 2002 (4 Folgen) Jan/Feb 2003 (5 Folgen) |
| 7       | 2002                 | 97–112                             | Feb–April 2004 (6 Folgen) Sep–Nov 2005 (10 Folgen)                         |
| 8       | 2003                 | 113–123 (+ nicht gesendete Folgen) | Feb–April 2006                                                             |

## Auszeichnungen
- 1996 Adolf-Grimme-Preis für die Darsteller Jochen Horst, Ludger Pistor und Dieter Pfaff
- 1999 Deutscher Fernsehpreis Bester Schauspieler Serie für Ludger Pistor

Nominierung
- 1998 Goldener Löwe Beste Schauspieler Serie Jochen Horst und Ludger Pistor

## Veröffentlichungen
Bislang wurden die Folgen nicht vollständig veröffentlicht, lediglich folgende Best-of-Boxen gibt es:
- Best of Balko (2005, 2 DVDs, 8 Folgen)
- Best of Balko – Vol. 2 (2006, 2 DVDs, 8 Folgen)
- Best of Balko – mit Jochen Horst  (2010, 2 DVDs, 8 Folgen)
- Best of Balko – mit Bruno Eyron (2010, 2 DVDs, 7 Folgen)

Die beiden ersten DVD-Boxen von 2005 und 2006 enthalten je vier Folgen mit Jochen Horst und vier Folgen mit Bruno Eyron als Balko. Die beiden anderen DVD-Boxen wurden direkt mit Bezug auf Horst/Eyron veröffentlicht, wobei die dort enthaltenen Folgen teilweise schon auf den früheren DVD-Boxen veröffentlicht wurden. Alle DVDs sind von der FSK ab 12 Jahren freigegeben. Bei RTLnow kann man sechs Folgen der dritten Staffel für jeweils 99 Cent als Video-on-Demand ansehen.
Bereits 1996 erschien ein CD-Album mit den Songs aus Balko, auf der auch der Titelsong veröffentlicht wurde.
Nachdem es für Alarm für Cobra 11 – Die Autobahnpolizei bereits eine erfolgreiche Computerspielreihe für eine RTL-Serie gab, wurde 2007 ein Balko-Computerspiel von Electronic Arts entwickelt und unter der Marke RTL Playtainment / RTL Enterprises veröffentlicht.